# Cuapiaxtla de Madero (kommun)
Cuapiaxtla de Madero är en kommun i Mexiko.   Den ligger i delstaten Puebla, i den sydöstra delen av landet, 150 km öster om huvudstaden Mexico City.
Följande samhällen finns i Cuapiaxtla de Madero:
- Cuapiaxtla de Madero
- Miguel Negrete
- Lázaro Cárdenas
- Colonia Nueva Rosita